# Jours de famine et de détresse
Jours de famine et de détresse est un roman autobiographique de Neel Doff paru en 1911.

## Résumé
Sous forme de petits tableaux, une petite fille pauvre, Keetje Oldema, raconte sa vie misérable. Elle est la troisième d'une famille de neuf enfants, dont le père est au chômage. La famille déménage d'une chambre sous les égouts à Amsterdam, puis à Bruxelles. Lors de sa scolarité, la fillette est martyrisée par les autres enfants car elle est vêtue de guenilles sales. En grandissant, elle continue à souffrir de sa pauvreté tout en développant une grande acuité d'observation et en cultivant son goût de la lecture. À la fin du livre, jeune fille, elle doit se prostituer pour apporter de l'argent à sa famille et nourrir ses petits frères et sœurs.

## Commentaires
En 1909, Neel Doff est âgée de 51 ans. Après avoir vu des enfants persécuter un enfant pauvre, elle décide de raconter l'enfance d'une petite fille inspirée de sa propre enfance malheureuse.
Le livre est publié en 1911, il est bien accueilli et devient même finaliste au prix Goncourt. Neel Doff poursuivra le récit de la vie de son personnage en 1919 avec Keetje puis en 1921 avec Keetje trottin.